# Raoul Dal Molin Ferenzona
Raoul Dal Molin Ferenzona (Firenze, 24 settembre 1879 – Milano, 19 gennaio 1946) è stato un pittore, scrittore e incisore italiano.

## Biografia
Intellettuale inquieto, nomade e fantasioso, era figlio di Olga Borghini e di Giovanni Antonio, detto Giovanni Gino, giornalista di un quotidiano fiorentino legato alla monarchia e autore di due libelli contro Garibaldi, siglati Fe. Gio. Gi. Giovanni Antonio Dal Molin Ferenzona fu colpito a morte la sera del 20 aprile 1879. Pochi giorni prima aveva pubblicamente raccomandato al Re i suoi due figli (di cui uno, Raoul, non ancora nato), in caso fosse stato assassinato. Il suo corpo fu sepolto alle prime luci dell'alba. Non fu mai individuato il colpevole.
Olga Borghini si trasferì prima a Viareggio, quindi tornò a Firenze con i figli Fergan (che sarà scrittore e giornalista) e Raoul, che entrò nel Collegio militare di Firenze, poi all'Accademia Militare di Modena. Raoul abbandonò presto l'idea della carriera militare: dipingeva e amava la letteratura. Scrisse versi, romanzi e novelle, tra cui il racconto Mio figlio, pubblicato a Palermo nel 1900. Trovava ispirazione nella corrente del decadentismo che condizionava anche la sua opera incisoria e pittorica.

### Le suggestioni dei maestri
Si trasferì alcuni mesi a Palermo, per dedicandosi alla scultura sotto la guida di Ettore Ximenes. Frequentò l'Accademia di belle arti di Firenze e la scuola del nudo; incideva lastre, dipingeva ed era amico di Domenico Baccarini. Insieme, Raoul e Domenico cercavano, nel bello esteriore e nell'intimo del loro animo, germi mistici da esprimere. Raoul ebbe contatti con i pittori Giovanni Costetti e Giuseppe Viner, poi morto suicida. Nel 1902 partì per Monaco di Baviera, attratto dagli artisti della I Secessione e dall'ambiente intellettuale mitteleuropeo. Tornato a Firenze incise Campanaro, La partita a scacchi e disegnò le illustrazioni per I tre moschettieri di legno, un libro per ragazzi del fratello Fergan.
Era incantato dai preraffaelliti inglesi, da Max Klinger, dall'estetismo e dall'erotismo "maledetti" di Aubrey Beardsley e di Jan Toorop. Nello Studio per vetrata (1903) espresse il suo interesse anche per le arti applicate. Incise il suo ritratto nel 1905.
Esordì a Firenze, alla Promotrice del 1903. A Roma, nel 1904 e dal 1906 al 1910, espose con la Società Amatori e Cultori di Belle Arti. Con l'amico Domenico Baccarini, da lui chiamato a Roma, sostenne le poetiche preraffaellita e crepuscolare, in alternativa al divisionismo di Giacomo Balla, di Umberto Boccioni e di Gino Severini. Agli anni 1904-1905 divenne amico dello scultore Giovanni Prini, che lo introdusse nel salotto della moglie Orazia e nel cenacolo letterario del poeta simbolista e crepuscolare Sergio Corazzini, contiguo a Stéphane Mallarmé, a Paul Verlaine e all'esoterismo di Joséphin Péladan. Per la rivista "Cronache latine", diretta da Sergio Corazzini, Raoul Dal Molin Ferenzona eseguì due disegni - ispirati a simbologie ermetiche e iniziatiche, tipiche dei preraffaelliti - per la carta da lettere e per la copertina del primo numero (15 dicembre 1905).

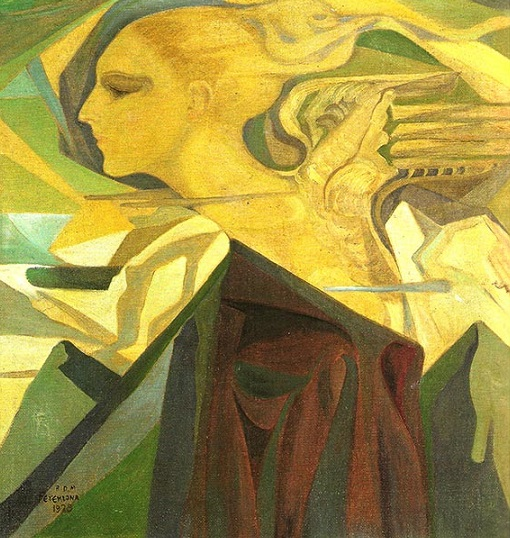
Dal Molin, La vetta, 1929

### Viaggi in Europa
Nel 1906 viaggiò in Europa e visitò l'Aja, Bruges, Londra, Parigi. Riproduceva atmosfere notturne e tenebrose - Donna con cappello e pipistrello, 1906 e Notturno galante, 1908 - con un segno secco e tagliente. Si ispirava alla grafica del belga James Ensor. A Bruges nel 1906 incise ad acquaforte e puntasecca la veduta espressionista Bruges-crepuscolo.
Nel 1908 sposò Stefania Salvatelli, con la quale visse fino al 1911, quando si lasciarono e Raoul si spostò a Parigi, quindi in Boemia, Germania ed Austria. Nel 1912, a Roma, pubblicò La Ghirlanda di Stelle, prose e poesie, con notizie autobiografiche e con disegni di figure femminili - creature maliarde e perfide - opera densa di argomenti mistici e religiosi. Si accostò al purismo con la puntasecca Il Cerchio e con Porticina segreta, del 1909, in cui le figure, in un paesaggio tinto di simbolismo, sono appena delineate, su fondo scuro realizzato a puntasecca, e sono poi rialzate con tocchi di colore a tempera.
Attraversò ancora l'Europa ed ebbe personali a Brno, in Moravia, e a Vienna nel 1912. Il Museo di Livorno acquistò nel 1916 sue incisioni. 
Voci misteriose, presenze esoteriche lo tormentavano, come espresse nel ciclo Incantesimo Botanico, del 1915, di cui fa parte La congrega dei perfidi vegetali, opera surrealista in cui egli rappresentò persone malefiche che, a sua immaginazione, lo spiavano. Al rientro a Roma, nel 1918, nel pieno di una crisi religiosa trovò conforto nel monastero dei benedettini olivetani della basilica di Santa Francesca Romana. Le illustrazioni e il testo del suo Zodiacale, opera religiosa. Orazioni, acqueforti, auri (1919), documentano che cercò un rifugio nel misticismo, nella credenza in una superiore armonia delle sfere celesti. Al simbolismo appartiene anche Vita di Maria, 1921, acquaforte a colori che fa parte di una cartella con dieci stampe di soggetto sacro.

### Occultismo e alchimia
Dal 1922 al 1927 visse saltuariamente in Toscana, in particolare a Firenze e a Livorno, dove frequentava i fratelli Belforte, editori e proprietari della galleria Bottega d'arte e che organizzarono sue esposizioni. Attratto dall'occultismo e all'alchimia, frequentò a Roma il Circolo teosofico di via Gregoriana, allontanandosi sempre più dall'ortodossia. Scrisse le poesie intitolate Misteri Rosacrociani, edite nel 1923 con dodici sue incisioni: immagini fantasiose, tormentate, inquietanti, quasi paranoiche. Nel 1922 ebbe la personale nella sede del Gruppo Romano Incisori Artisti, a palazzo Venezia. A Roma espose anche alla I Mostra del Libro Italiano, nel 1929.
Nel 1927, all'Esposizione Internazionale dell'Incisione, organizzata a Firenze al Parterre di San Gallo, presentò sedici opere. In questo periodo fiorentino sembrò che l'artista avesse trovato un certo equilibrio. La sua grafica cercava spunti anche nel dinamismo e nel cubismo di matrice futurista (Gli occhi degli Angeli, 1926 e La vetta, 1929). 
Ricadde in depressione e per gravi disturbi psichici fu ricoverato all'ospedale psichiatrico di Santa Maria della Pietà, a Roma. Dipinse i Volti della follia. Dimesso dall'ospedale, riprese a viaggiare. Sua ultima tappa: Milano.
Due mostre postume, a Roma nel 1978 e a Livorno nel 1979, hanno ricostruito la sua opera e il suo continuo vagare in Europa. Nel 1980 opere e documenti inediti sono stati presentati a Firenze.

### Opere pubblicate in vita
- Raoul Dal Molin Ferenzona, Mio Figlio: Novella, Palermo, Stab. Tip. Fratelli Marsala, 1900.
- Raoul Dal Molin Ferenzona, Sensuali e sensitive, Roma, Edizione de La Vita Letteraria, 1907.
- Raoul Dal Molin Ferenzona, La ghirlanda di stelle: poemi e disegni, s.l., s.e., 1911.
- Raoul Dal Molin Ferenzona, Motivi indiani: sette punte d'argento colorate, Bern, Rudolf Suter Buch Binderei, 1918.
- Raoul Dal Molin Ferenzona, Zodiacale: opera religiosa: orazioni, acqueforti, aure, Roma, Ausonia, 1919.
- Raoul Dal Molin Ferenzona, Vita di Maria: Opera mistica in dieci acqueforti originali a colori, Roma, Soc. Universa Ed., 1921.
- Raoul Dal Molin Ferenzona, AÔB: enchiridion notturno: dodici miraggi nomadi, dodici punte di diamante originali, Livorno, Edizioni di Bottega d'arte, 1923.
- Raoul Dal Molin Ferenzona, Ex libris Gigi Raimondo: conoscere oltre la forma, s.l., s.e., 1940 c..
- Paul Verlaine, L'amour et le bonheur: dessins de M. R. Ferenzona, Milano, S. Giovene, 1940?.
- Raul Dal Molin Ferenzona, Ascha Decade Aurea, Poemi - Incisioni originali, Milano, stampato a cura dell'autore, 1941.
- Giacomo Leopardi, Idilli; illustrazioni originali [di] R. D. M. Ferenzona, Firenze, Giannini, 1944.
- Fergan di Ferenzona, I tre moschettieri di legno, 3 ed., Firenze, Nerbini, 1944.